# Abbaye de Hesse
L'abbaye de Hesse est une ancienne abbaye bénédictine de femmes fondée au Xe siècle par les comtes de Dabo au sud de la ville de Sarrebourg. Seule en subsiste aujourd'hui l'église abbatiale Saint-Laurent dans l'actuel village de Hesse.

## Histoire de l'abbaye
L'abbaye de Hesse a vraisemblablement été fondée par Louis de Dagsbourg et sa fille Heilwige au cours du Xe siècle. D'autres sources attribuent cette fondation aux comtes du Nordgau Eberhard IV et son fils Hugues l'Enroué à la même période.
Leur fils, le pape Léon IX y consacra l'autel en 1050, la première abbesse de l'abbaye fut sa nièce Serberge ou Gerberge.
Le monastère a été détruit en 1277 puis rétabli au XIVe siècle. En 1504, l'évêque de Metz réunit le prieuré de Hesse à l'abbaye de Haute-Seille.
L'église est classée au titre des monuments historiques le 30 novembre 1874.

## Vestiges

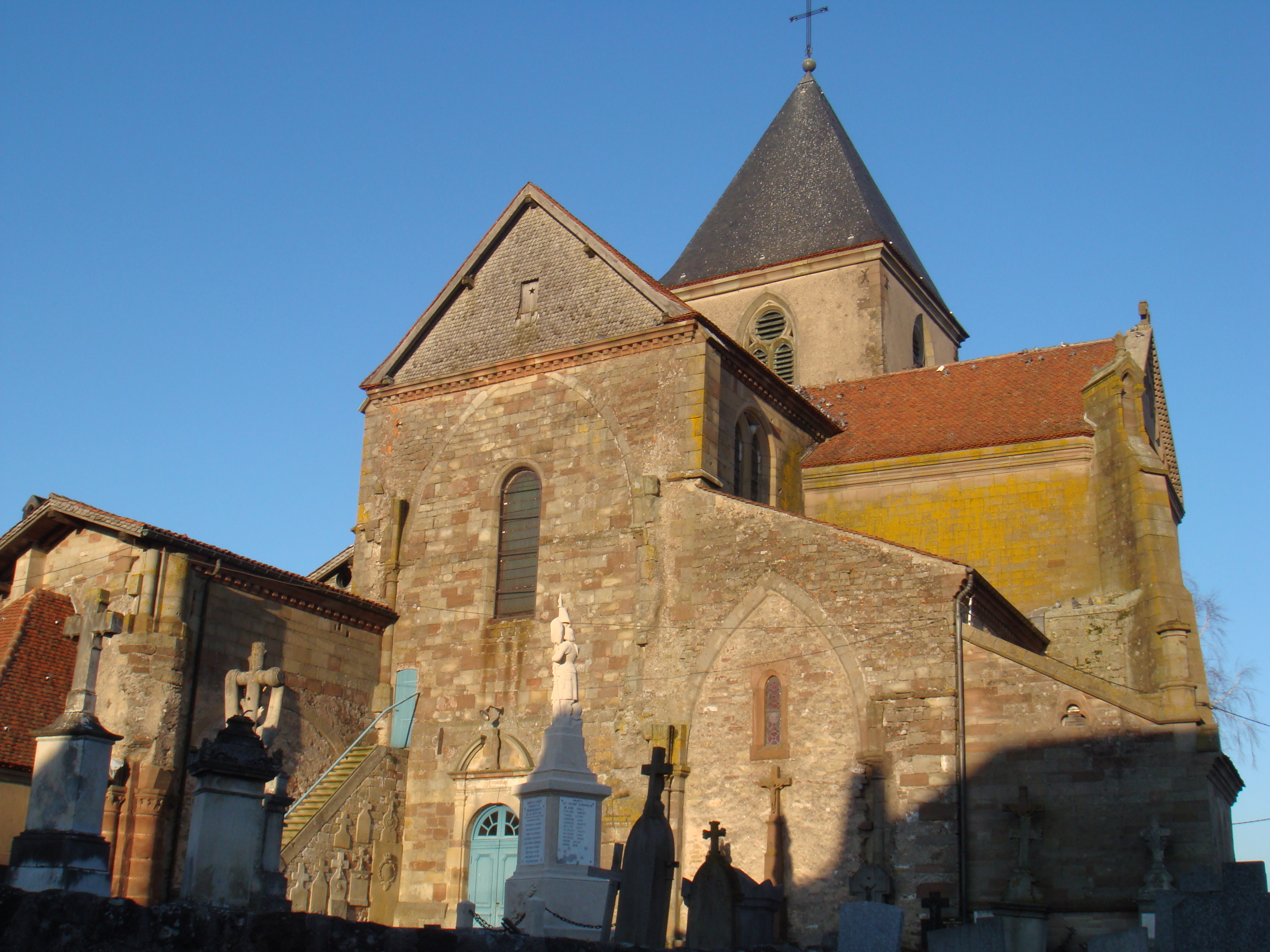
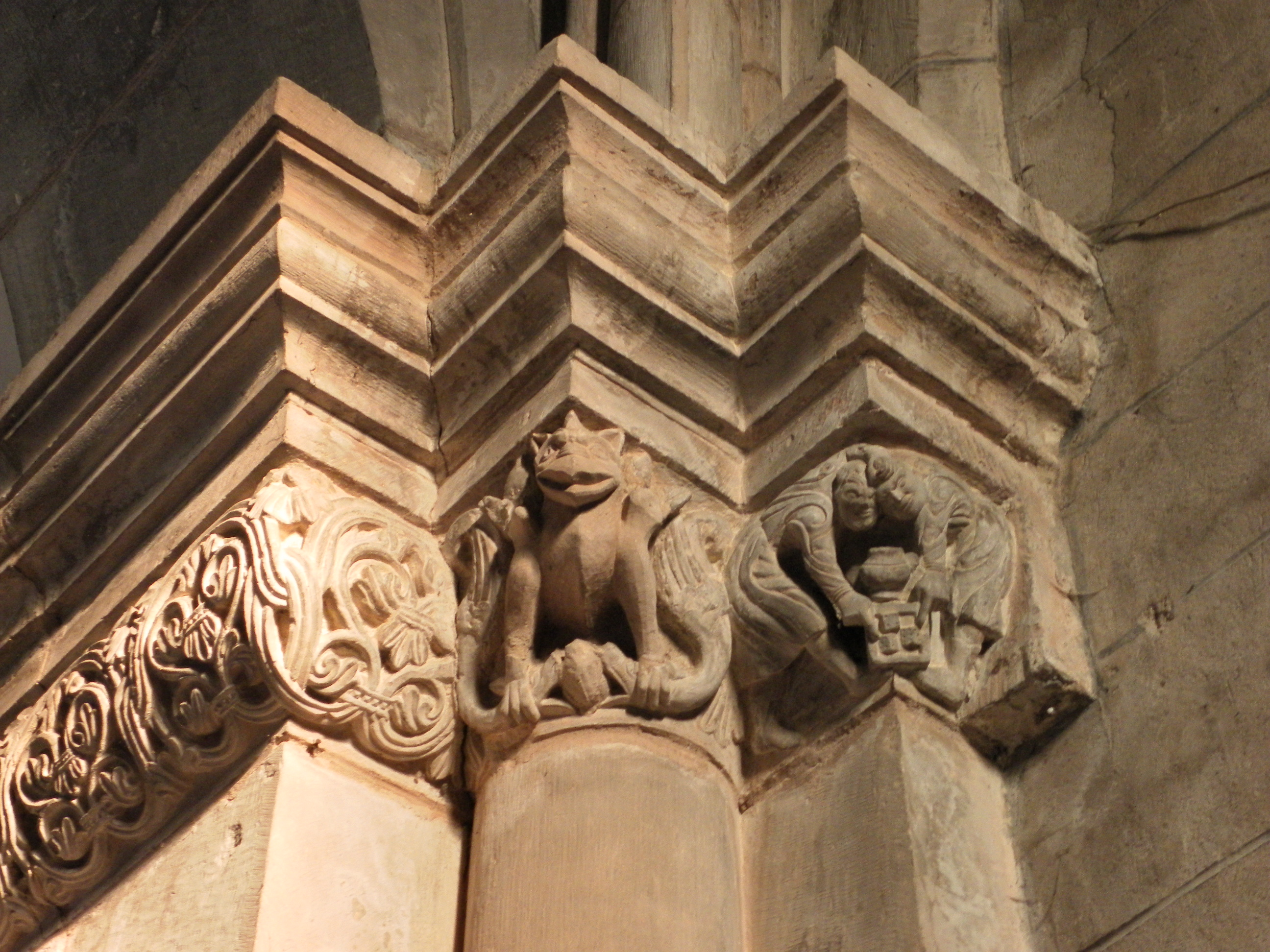
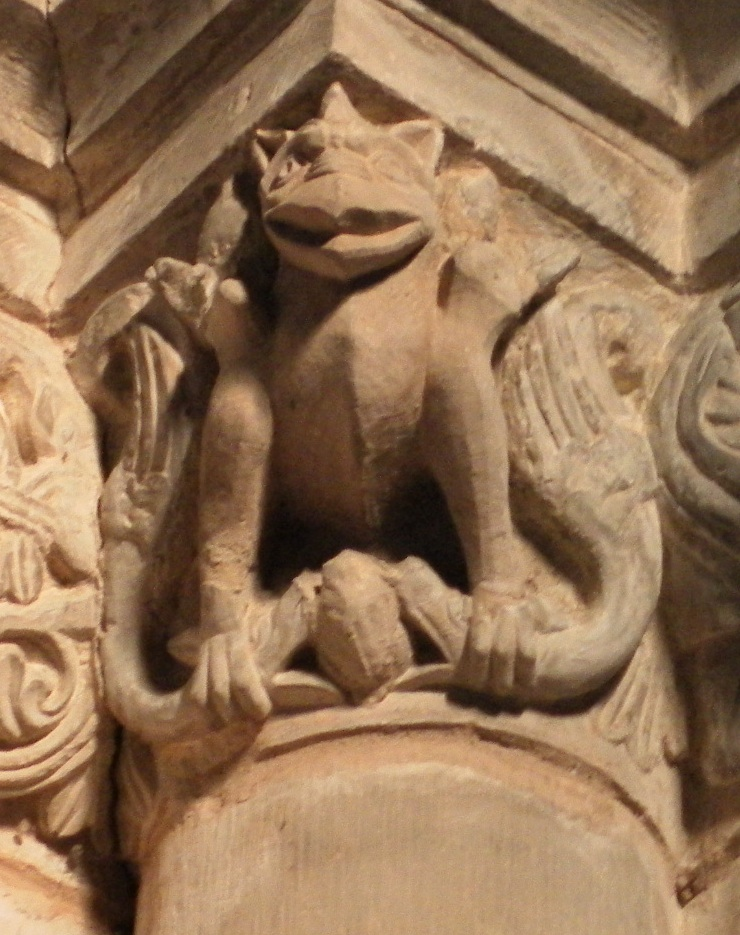
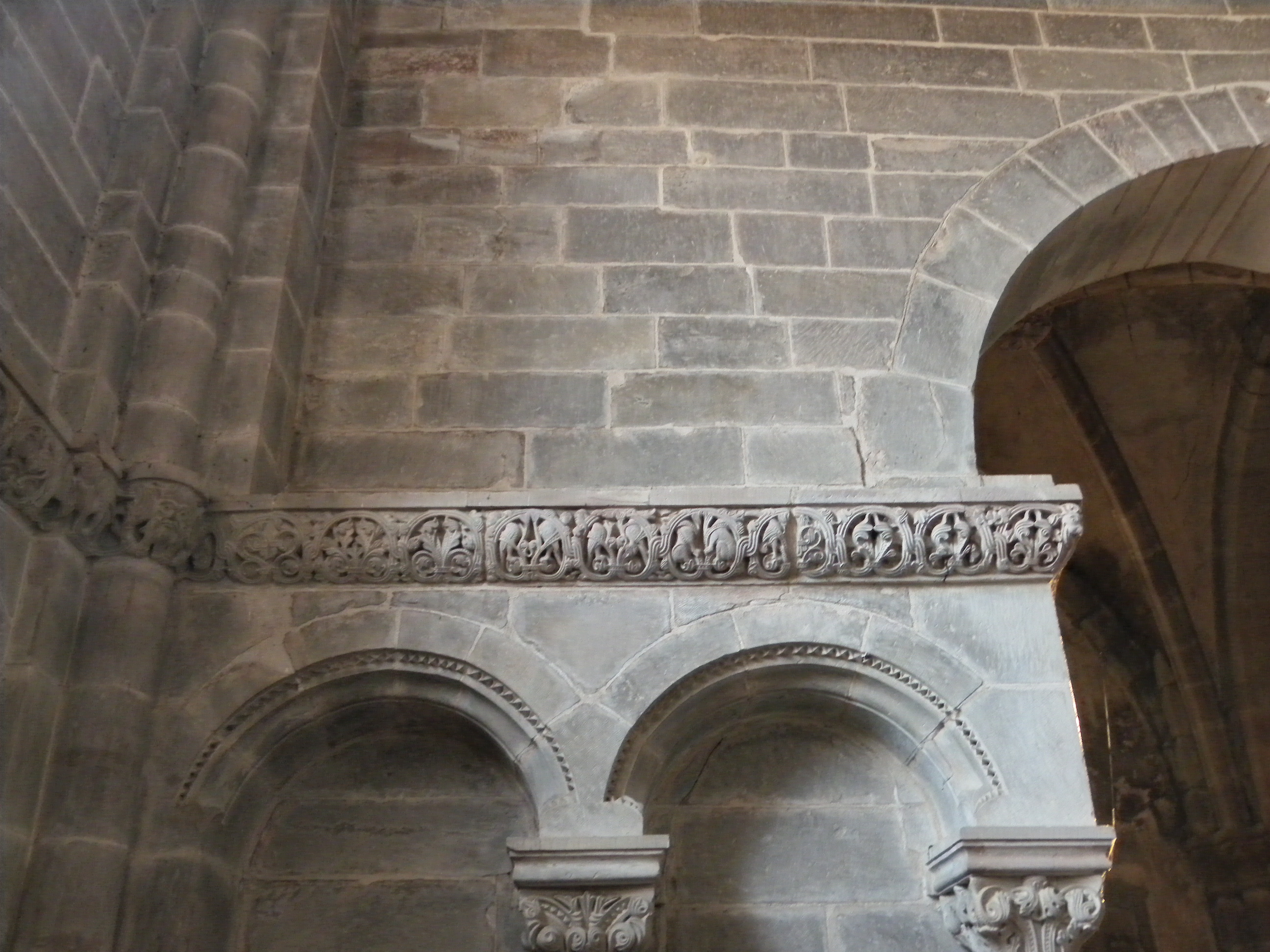

Il ne subsiste aujourd'hui que l'église abbatiale.